# Mistrovství České republiky v soutěžním lezení 2013
Mistrovství ČR v soutěžním lezení 2015 se uskutečnilo ve třech termínech, městech a disciplínách. MČR v boulderingu 14. září ve Slaném, MČR v lezení na obtížnost 5.—6. října ve Zlíně a MČR v lezení na rychlost 30. listopadu v Kladně. Závody byly součástí Českého poháru v soutěžním lezení 2013.

## Výsledky MČR
| disciplína | zlato          | stříbro        | bronz        | celkem |
| ---------- | -------------- | -------------- | ------------ | ------ |
| obtížnost  | Martin Stráník | Ondřej Ďoubal  | Tomáš Binter | 29     |
| rychlost   | Jan Kříž       | Marek Dvořák   | Petr Burian  | 8      |
| bouldering | Martin Stráník | Jakub Hlaváček | Ondřej Beneš | 42     |

- v boulderingu se mimo české závodníky umístil na 3. místě Marian Šeliga ze Slovenska

| disciplína | zlato          | stříbro             | bronz               | celkem |
| ---------- | -------------- | ------------------- | ------------------- | ------ |
| obtížnost  | Edita Vopatová | Iva Vejmolová       | Jana Vincourková    | 9      |
| rychlost   | Lucie Hrozová  | Veronika Scheuerová | Andrea Pokorná      | 3      |
| bouldering | Nelly Kudrová  | Petra Růžičková     | Karolína Nevělíková | 16     |